# Campeonato da Europa de Atletismo de 2012 - Salto em distância masculino
A prova do salto em distância masculino do Campeonato da Europa de Atletismo de 2012 foi disputada entre os dias 29 de junho e 1 de julho de 2012 no Estádio Olímpico de Helsinque em Helsinque,  na Finlândia. 

## Recordes
Antes desta competição, os recordes mundiais e do campeonato nesta prova eram os seguintes:
|                       | Nome           | Nacionalidade   | Distância | Local     | Data                 |
| --------------------- | -------------- | --------------- | --------- | --------- | -------------------- |
| Recorde mundial       | Mike Powell    | Estados Unidos  | 8m 95cm   | Tóquio    | 30 de agosto de 1991 |
| Recorde do campeonato | Christian Reif | Alemanha        | 8m 47cm   | Barcelona | 1 de agosto de 2010  |
| Recorde europeu       | Robert Emmiyan | União Soviética | 8m 86cm   | Salcazor  | 22 de maio de 1987   |

## Medalhistas
| Ouro                  | Prata            | Bronze               |
| Sebastian Bayer (DEU) | Luis Méliz (ESP) | Michel Tornéus (SWE) |

## Cronograma
Todos os horários são locais (UTC+3).
| Data        | Hora  | Evento       |
| ----------- | ----- | ------------ |
| 29 de junho | 13:50 | Qualificação |
| 1 de julho  | 17:45 | Final        |

## Resultados

### Qualificação
Qualificação: Desempenho de 8.05 m (Q) ou os 12 melhores qualificados (q).
| Posição | Grupo | Atleta                | Nacionalidade | #1   | #2   | #3   | Resultados | Notas                |
| ------- | ----- | --------------------- | ------------- | ---- | ---- | ---- | ---------- | -------------------- |
| 1       | A     | Sebastian Bayer       | Alemanha      | 8.34 |      |      | 8.34       | Q                    |
| 2       | B     | Michel Tornéus        | Suécia        | 8.07 |      |      | 8.07       | Q, =                 |
| 3       | A     | Luis Méliz            | Espanha       | 7.80 | 8.06 |      | 8.06       | Q,                   |
| 4       | A     | Morten Jensen         | Dinamarca     | x    | x    | 8.06 | 8.06       | Q,                   |
| 5       | A     | Jj Jegede             | Grã-Bretanha  | 7.77 | x    | 8.01 | 8.01       | q,                   |
| 6       | A     | Tommi Evilä           | Finlândia     | x    | 7.69 | 8.01 | 8.01       | q, =                 |
| 7       | A     | Roni Ollikainen       | Finlândia     | 8.00 | 7.90 | 7.76 | 8.00       | q                    |
| 8       | B     | Marcos Chuva          | Portugal      | 7.79 | 7.81 | 7.96 | 7.96       | q,                   |
| 9       | A     | Salim Sdiri           | França        | 7.80 | 7.71 | 7.96 | 7.96       | q                    |
| 10      | A     | Tomasz Jaszczuk       | Polónia       | 7.80 | 7.94 | x    | 7.94       | q                    |
| 11      | B     | Eusebio Cáceres       | Espanha       | 7.92 | 7.84 | 7.66 | 7.92       | q                    |
| 12      | B     | Kafétien Gomis        | França        | 7.44 | 7.24 | 7.89 | 7.89       | q                    |
| 13      | B     | Chris Tomlinson       | Grã-Bretanha  | 7.84 | 7.12 | 7.61 | 7.84       |                      |
| 14      | B     | Dimítrios Diamantáras | Grécia        | 7.81 | 7.80 | 7.79 | 7.81       |                      |
| 15      | B     | Pavel Shalin          | Rússia        | 7.81 | 7.72 | 7.70 | 7.81       |                      |
| 16      | A     | Aleksandr Petrov      | Rússia        | x    | x    | 7.81 | 7.81       |                      |
| 17      | B     | Alyn Camara           | Alemanha      | 7.80 | 7.79 | x    | 7.80       |                      |
| 18      | B     | Štěpán Wagner         | Chéquia       | 7.80 | 7.72 | 7.75 | 7.80       |                      |
| 19      | A     | Roman Novotný         | Chéquia       | 7.80 | x    | x    | 7.80       |                      |
| 20      | B     | Alexandru Cuharenco   | Moldávia      | 7.79 | 7.68 | 7.75 | 7.79       | Recorde da temporada |
| 21      | B     | Julian Reid           | Grã-Bretanha  | 7.37 | 7.73 | 7.40 | 7.73       | Recorde da temporada |
| 22      | B     | Nils Winter           | Alemanha      | x    | 7.71 | 7.61 | 7.71       |                      |
| 23      | B     | Mikko Kivinen         | Finlândia     | 7.63 | 7.65 | 7.69 | 7.69       |                      |
| 24      | A     | Vardan Pahlevanyan    | Armênia       | x    | 7.44 | 7.67 | 7.67       |                      |
| 25      | A     | Yeóryios Tsákonas     | Grécia        | 7.64 | 7.62 | 7.63 | 7.64       |                      |
| 26      | A     | Frédéric Erin         | França        | 7.35 | 7.53 | 6.75 | 7.53       |                      |
| 27      | A     | Rain Kask             | Estónia       | 7.28 | 7.50 | x    | 7.50       | =                    |
| 28      | A     | Kristinn Torfason     | Islândia      | 7.49 | 7.41 | 7.44 | 7.49       |                      |
| 29      | B     | Arsen Sargsyan        | Armênia       | 7.28 | 7.47 | 7.44 | 7.47       |                      |
| 30      | B     | Boleslav Skhirtladze  | Geórgia       | x    | x    | 7.23 | 7.23       |                      |
| 31      | A     | Dragoje Rajković      | Montenegro    | x    | 6.34 | x    | 6.34       |                      |
| 32      | B     | Jānis Leitis          | Letônia       | x    | x    | 5.88 | 5.88       |                      |
| 33      | A     | Povilas Mykolaitis    | Lituânia      | x    | –    | –    | NM         |                      |
| 33      | B     | Nikolay Atanasov      | Bulgária      | x    | x    | –    | NM         |                      |
| 33      | B     | Dino Pervan           | Croácia       | x    | x    | x    | NM         |                      |
| 33      | A     | Andreas Otterling     | Suécia        | x    | x    | x    | NM         |                      |
| 33      | A     | Marko Prugovečki      | Croácia       | x    | x    | x    | NM         |                      |

### Final
| Posição           | Atleta          | Nacionalidade | #1   | #2   | #3   | #4   | #5   | #6   | Resultados | Notas                |
| ----------------- | --------------- | ------------- | ---- | ---- | ---- | ---- | ---- | ---- | ---------- | -------------------- |
| Medalha de ouro   | Sebastian Bayer | Alemanha      | x    | x    | 8.03 | 8.09 | 8.33 | 8.34 | 8.34       | Recorde da temporada |
| Medalha de prata  | Luis Méliz      | Espanha       | 7.97 | 8.21 | 8.05 | 7.87 | x    | 7.60 | 8.21       | Recorde da temporada |
| Medalha de bronze | Michel Tornéus  | Suécia        | 8.17 | x    | 8.14 | x    | x    | –    | 8.17       | Recorde da temporada |
| 4                 | Jj Jegede       | Grã-Bretanha  | 7.80 | 8.10 | 7.47 | x    | x    | 7.62 | 8.10       |                      |
| 5                 | Eusebio Cáceres | Espanha       | 7.62 | x    | 7.92 | 7.65 | 7.99 | 8.06 | 8.06       | Recorde da temporada |
| 6                 | Roni Ollikainen | Finlândia     | x    | 8.05 | 7.88 | 7.67 | 7.74 | x    | 8.05       | =NUR                 |
| 7                 | Marcos Chuva    | Portugal      | x    | 7.90 | 7.92 | 7.44 | 7.84 | x    | 7.92       |                      |
| 8                 | Tomasz Jaszczuk | Polónia       | x    | 7.90 | x    | 7.65 | x    | 7.71 | 7.90       |                      |
| 9                 | Kafétien Gomis  | França        | 7.66 | x    | 7.88 |      |      |      | 7.88       |                      |
| 10                | Tommi Evilä     | Finlândia     | x    | 7.79 | x    |      |      |      | 7.79       |                      |
| 11                | Morten Jensen   | Dinamarca     | x    | 7.56 | x    |      |      |      | 7.56       |                      |
| 12                | Salim Sdiri     | França        | 7.48 | x    | x    |      |      |      | 7.48       |                      |

Legenda
| Recorde mundial       | Recorde mundial (World record)               |                       | Recorde africano                      | Recorde africano (African) |                                           | Q | Classificado por posição (Qualified) |
| Recorde do campeonato | Recorde do campeonato (Championship record)  | Recorde da América    | Recorde da América (Americas)         | q                          | Classificado por melhor tempo (Qualified) |   |                                      |
| Melhor marca do ano   | Melhor marca do ano (World leading)          | Recorde asiático      | Recorde asiático (Asian)              | DNS                        | Não largou (Did not start)                |   |                                      |
| Recorde nacional      | Recorde nacional (National record)           | Recorde europeu       | Recorde europeu (European)            | DNF                        | Não terminou (Did not finish)             |   |                                      |
| Recorde pessoal       | Recorde pessoal do atleta (Personal best)    | Recorde da Oceania    | Recorde da Oceania (Oceania)          | DSQ / DQ                   | Desclassificado (Disqualified)            |   |                                      |
| Recorde da temporada  | Recorde da temporada do atleta (Season best) | Recorde sul-americano | Recorde sul-americano (South America) | NM                         | Sem marca (No mark)                       |   |                                      |